# 성검전설
《성검전설》(일본어: 聖剣伝説 세이켄덴세츠[*])는 일본 스퀘어 에닉스(전 스퀘어)사가 발매한 비디오 게임이다. 장르는 젤다의 전설과 비슷한 액션 롤플레잉 게임 시리즈이며, 게임 외에도 소설, 만화 등의 상품으로 제작되었다. 영어권에서는 《마나》(Mana) 시리즈라고 불린다.
시리즈 첫 게임은 1991년 게임 보이용으로 출시되었다. 성검전설 시리즈는 이야기나 설정, 등장인물이 작품마다 다르지만, 몇몇 외전 작품은 본편과 세계관을 공휴하며, 프랜차이즈를 규정하는 공통의 요소를 지니고 있다.

## 시리즈 목록
| 1991      | 파이널 판타지 어드벤처           |
| 1992      |                                  |
| 1993      | 성검전설 2                       |
| 1994      |                                  |
| 1995      | 성검전설 3                       |
| 1996–1998 |                                  |
| 1999      | 성검전설: 레전드 오브 마나       |
| 2000–2002 |                                  |
| 2003      | 신약 성검전설                    |
| 2004–2005 |                                  |
| 2006      | 성검전설 DS: 칠드런 오브 마나    |
| 2006      | 성검전설 4                       |
| 2006      | 프렌즈 오브 마나                 |
| 2007      | 히어로즈 오브 마나               |
| 2008–2012 |                                  |
| 2013      | 서클 오브 마나                   |
| 2014      | 라이즈 오브 마나                 |
| 2015      |                                  |
| 2016      | 어드벤처스 오브 마나             |
| 2017      | 성검전설 컬렉션                  |
| 2018      | 성검전설 2: 시크릿 오브 마나     |
| 2019      |                                  |
| 2020      | 성검전설 3: 트라이얼즈 오브 마나 |
| 2021      |                                  |
| 2022      | 에코즈 오브 마나                 |

### 본편 시리즈
- 『성검전설 -파이널 판타지 외전-』 : 게임 보이, 1991년 6월 28일
컬러 리메이크판 : 휴대 전화, 2006년 8월 16일, 3D 리메이크판 : iOS, 플레이스테이션 비타, 2016년 2월 4일
  - 『신약 성검전설』 : 게임보이 어드밴스, 2003년 8월 29일
파이널 판타지 요소를 줄이고 성검전설 요소를 늘린 대폭 변경한 리메이크.
- 『성검전설 2』 : 슈퍼 패미컴, 1993년 8월 6일
  - 『성검전설 2: 시크릿 오브 마나』 : PlayStation 4, PlayStation Vita, Steam, 2018년 2월 15일
- 『성검전설 3』 : 슈퍼 패미컴, 1993년 9월 30일
  - 『성검전설 3: 트라이얼즈 오브 마나』 : PlayStation 4, Nintendo Switch, Steam, 2020년 4월 24일
- 『성검전설 4』 : 플레이스테이션 2, 2006년 12월 21일
  - 스퀘어 에닉스의 마지막 사내 개발 작품.

### 외전 시리즈
- 『성검전설: 레전드 오브 마나』(약칭 : LOM) : 플레이스테이션, 1999년 7월 15일
- 『성검전설 DS: 칠드런 오브 마나』(약칭 : COM) : 닌텐도 DS, 2006년 3월 2일
- 『성검전설: 프렌즈 오브 마나』(약칭 : FOM) : 휴대 전화, 2006년 10월 18일
- 『성검전설: 히어로즈 오브 마나』(약칭 : HOM) : 닌텐도 DS, 2007년 3월 8일
  - 주요 제작진이 마지막으로 관여한 작품.
- 『성검전설: 서클 오브 마나』 : iOS, 2013년 3월 5일
- 『성검전설: 라이즈 오브 마나』(약칭 : ROM) : iOS, 2014년 3월 6일

### 세계관 연결
- 성검전설 4 (10년 후) → 성검전설 DS 칠드런 오브 마나 (300년 후) → 성검전설 프린세스 오브 마나
- 성검전설 히어로즈 오브 마나 (19년 후) → 성검전설 3
- 성검전설 레전드 오브 마나, 성검전설 프렌즈 오브 마나